# Kostel svatého Jiljí (Libyně)
Kostel svatého Jiljí v Libyni na okrese Louny je římskokatolický kostel (na počátku 21. století silně poškozený), který je chráněn jako kulturní památka České republiky.

## Historie a stavební vývoj
Stanovení nejstarší písemné zmínky o vsi naráží na problém, že 17 km vzdušnou čarou jsou od sebe vzdálena dvě sídla, jejichž název byl ve středověku totožný: Libyně. Adjektivum "Vysoká" bylo té u Jesenice přidáno až ve 20. století. Žlutický děkan a zároveň farář ve vsi "Libina" Střezivoj, který vystupuje v roce 1338 jako svědek na listině Oldřicha Pluha z Rabštejna, mohl být farářem jak v dnešní Vysoké Libyni, tak v Libyni. První nepochybná písemná zmínka o libyňském kostele tak pochází z roku 1356, kdy místní farář Štěpán asistoval při prezentaci nového faráře v Lubenci. Z roku 1358 jsou známa jména hned dvou farářů: Heřmana a Petra, obou původem ze Žlutic. V roce 1360 je poprvé doloženo také patrocinium svatého Jiljí. Na začátku 15. století měli ke kostelu patronátní právo páni z Janovic, kteří sídlili na hradě Petrohradu. Roku 1415 prezentoval nového faráře Václava, který nahradil plebána Mikuláše, Jan z Janovic. Oba duchovní pocházeli z Petrohradu.

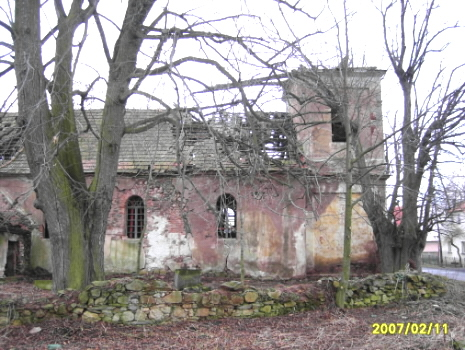
Stav před rekonstrukcí

Další osudy kostela až do poloviny 17. století nejsou známé. V soupisu poddaných podle víry z roku 1651 uvádí tehdejší majitel Libyně Adam Ferdinand ze Strojetic, že při kostele není žádný duchovní. Důvodem je, že kostelní jmění je malé a pole mu náležící nejsou obdělávána. Bohoslužby proto obstarává každou třetí nebo čtvrtou neděli farář z Vroutku. Teprve v roce 1759 získal kostel opět vlastního duchovního správce.
K určení přibližné doby stavby kostela napomohl archeologický výzkum, který uvnitř kostela proběhl v letech 2013–2014. Při něm byl pod základovým zdivem  triumfálního oblouku objeven kostrový hrob s esovitými záušnicemi. Hrob je možné datovat do 12. století, kostel je tudíž mladší. Jeho výstavbu je možné klást do intervalu mezi koncem 1. třetiny 14. století a rokem 1356, kdy prokazatelně existoval. Z původního kostela pochází presbytář a oltářní menza, část severní zdi lodi navazující na presbytář a zazděné úzké okénko ve východní zdi presbytáře. Během zmíněného archeologického výzkumu bylo objeveno základové zdivo západní zdi původní lodi, která byla kratší a k vítěznému oblouku dosahovala délky 8,9 m. V západní části lodi bylo nalezeno základové zdivo věže, jejíž dobu vzniku nelze blíže určit. Je však zakreslena na plánu vesnice z roku 1727.
Nad vítězným obloukem se nachází erb rodu Strojetických ze Strojetic s nápisem, že v roce 1703 byl kostel opraven. V roce 1828 je v kostelním inventáři prvně uvedena sakristie. K velké přestavbě kostela došlo ve 2. polovině 40. let 19. století. Loď byla prodloužena západním směrem, v presbytáři i lodi byla vyražena nová okna a postavena stávající věž.

## Architektura
Kostel je orientovaný, jednolodní s věží v západním průčelí. Presbytář kostela, osvětlovaný čtyřmi okny, je postaven jako pětiboký, zaklenutý jedním polem křížové klenby. Klenák, žebra a další opracované nosné prvky jsou zhotoveny z velmi kvalitního pískovce dovezeného z nedalekého středověkého dolu. Zajímavostí je gotické okno za oltářem, jež bylo původně zazděno. Další části stavby pocházejí již z mladší doby. Dnešní podoba lodi odpovídá dvěma přestavbám a to barokní a oken se pak týká ještě přestavba klasicistní. Nicméně i tato loď stojí na původních gotických základech s částí ještě gotické zdi, což potvrdil archeologický výzkum.

## Současnost
Kostel vlastní občanské sdružení Za záchranu kostela sv. Jiljí v čele s manželi Jitkou a Richardem Kantovými. Podařilo se mu kostel zastřešit a staticky zajistit, obnovit sakristii a zrekonstruovat celý gotický presbytář včetně fresky nad vítězným obloukem. Jsou obnoveny vstupní dveře a sedm oken s vitrážemi. V roce 2009 byla opravena severní část hřbitovní zdi, v roce 2011 část jižní zdi. V dalších letech byla opravena střecha a v kostele byly umístěny nové zvony. Kostel začal sloužit i společenským a kulturním účelům – uvnitř probíhají výstavy, koncerty a svatby. Bylo upraveno i okolí kostela.

### Vitrážové muzeum
Aby byl kostel po své obnově schopen si vydělat na svoji běžnou údržbu, zřídili členové výše jmenovaného občanského sdružení unikátní vitrážové muzeum. Atraktivní pro návštěvníky bude nejenom předvedení vitrážnictví jako řemesla od nejstarších dob po současnost, ale i vytvoření jedinečného vitrážového stropu, představujícího křesťanskou symboliku.

## Dostupnost
Kostel je přístupný od konce dubna do konce října vždy v sobotu a neděli v době od 13 do 16 hodin. Zájemci si v uvedených hodinách mohou v kostele vyzvednout také klíče od Vochlické rozhledny, o kterou rovněž pečuje spolek "Za záchranu kostela sv. Jiljí". Kolem kostela prochází žlutě značená turistická trasa a odbočka naučné stezky Okolím Lubence. Obcí vede také cyklotrasa č. 2152. V Libyni je zastávka autobusové linky Žatec – Lubenec.

## Vitráže

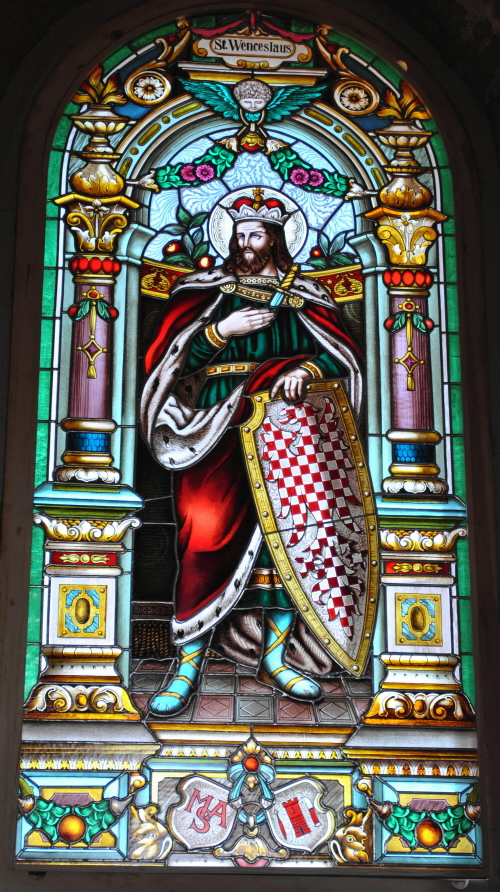
Vitráž svatého Václava
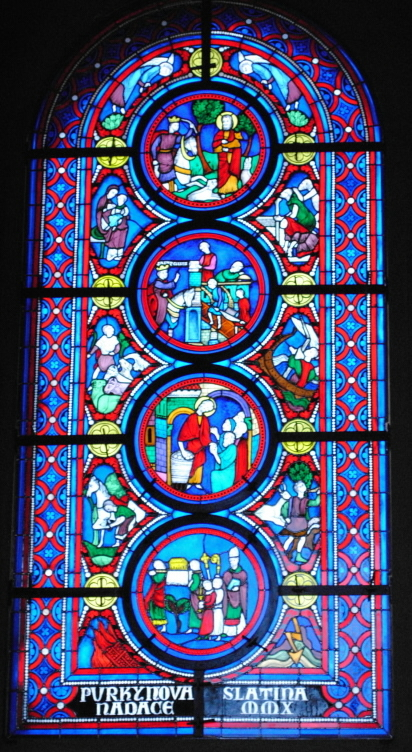
Vitráž svatého Jiljí
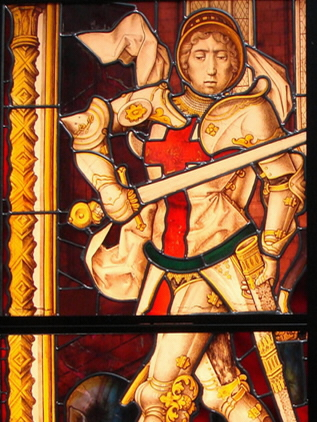
Vitráž svatého Jiří
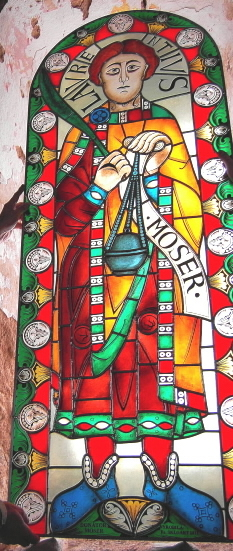
Vitráž svatého Vavřince
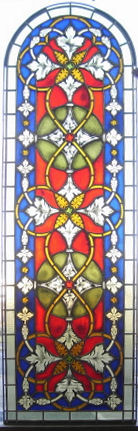
Gotická vitráž

## Galerie

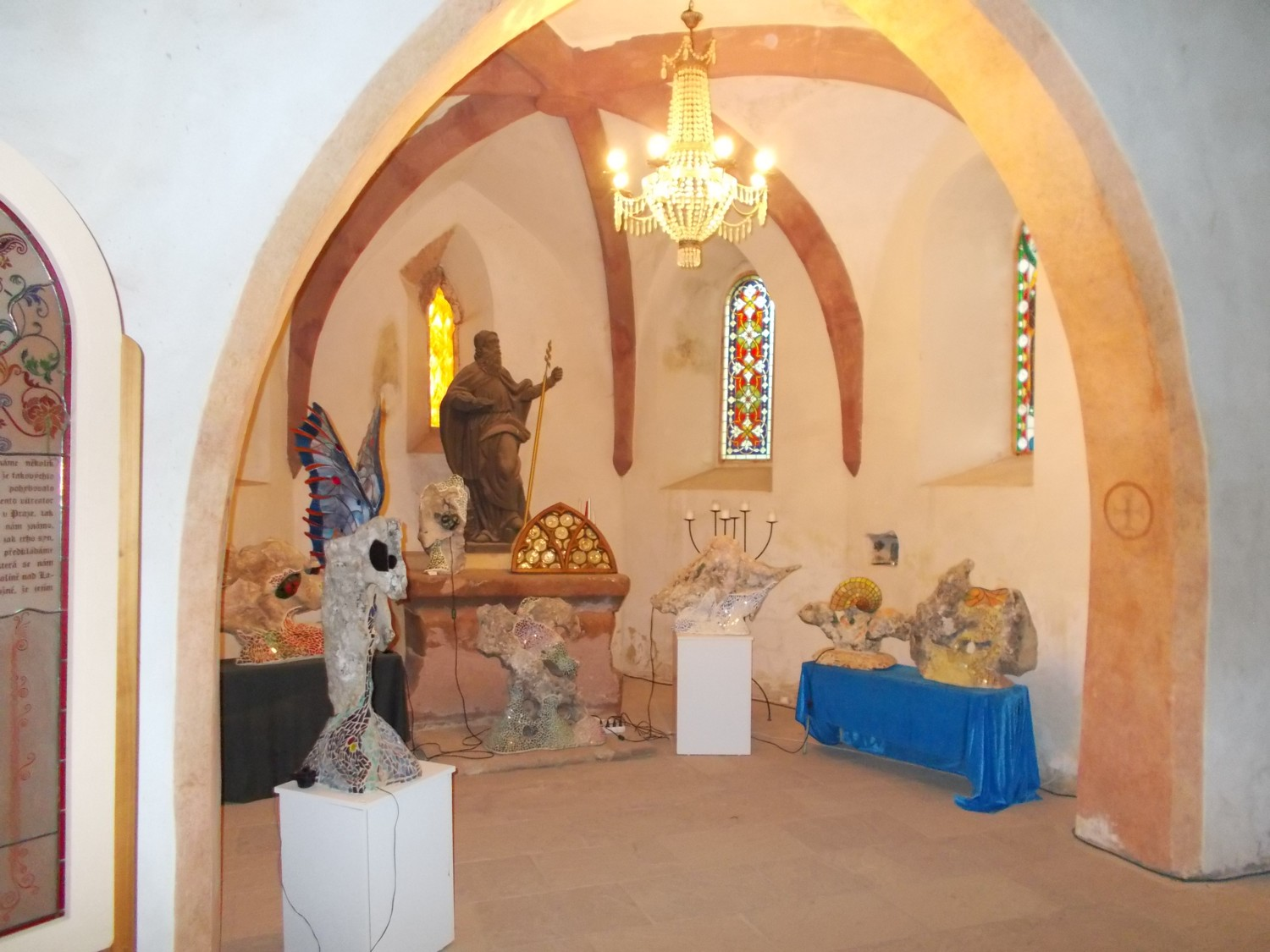
Presbytář
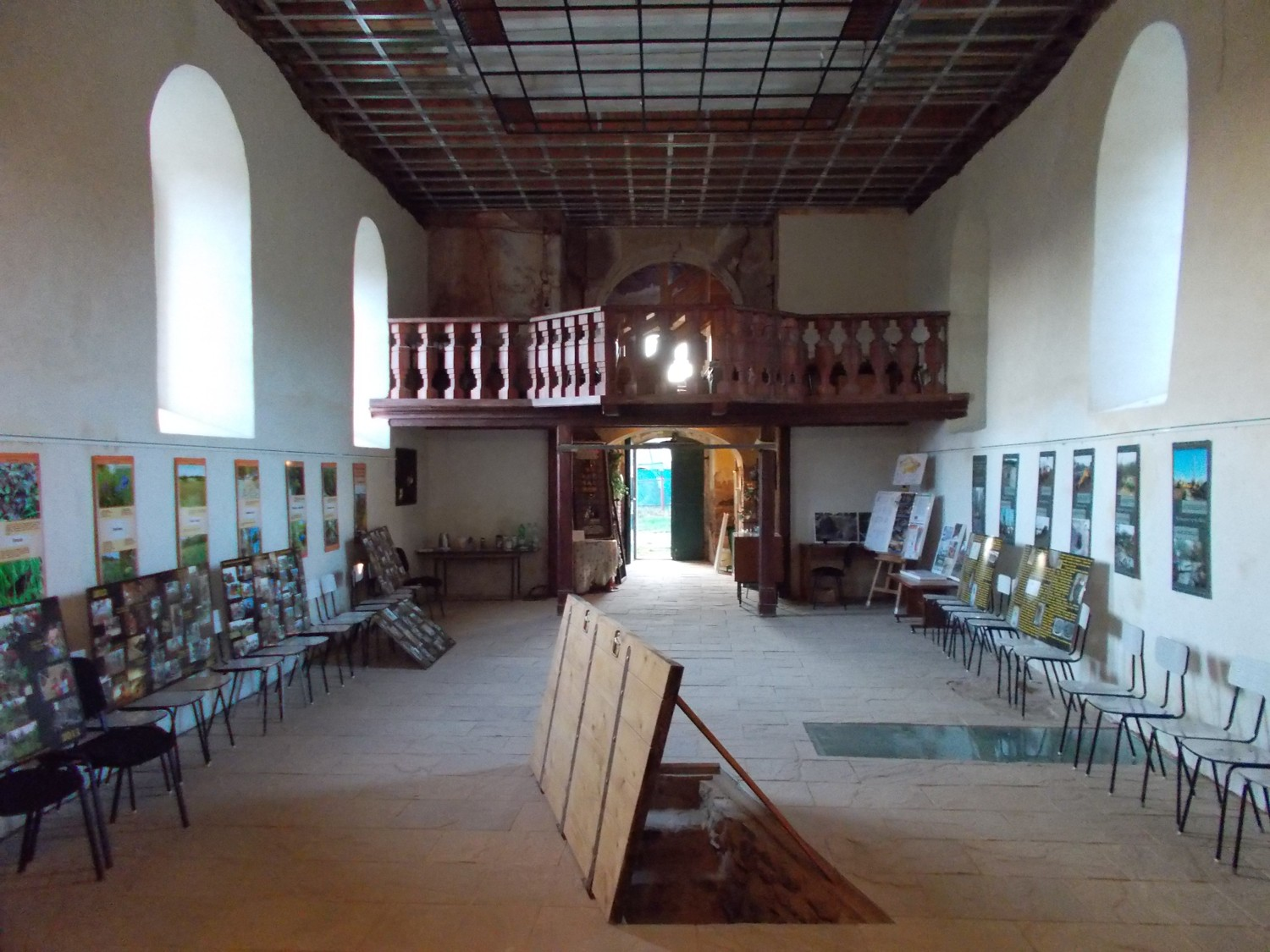
Pohled na západní kruchtu
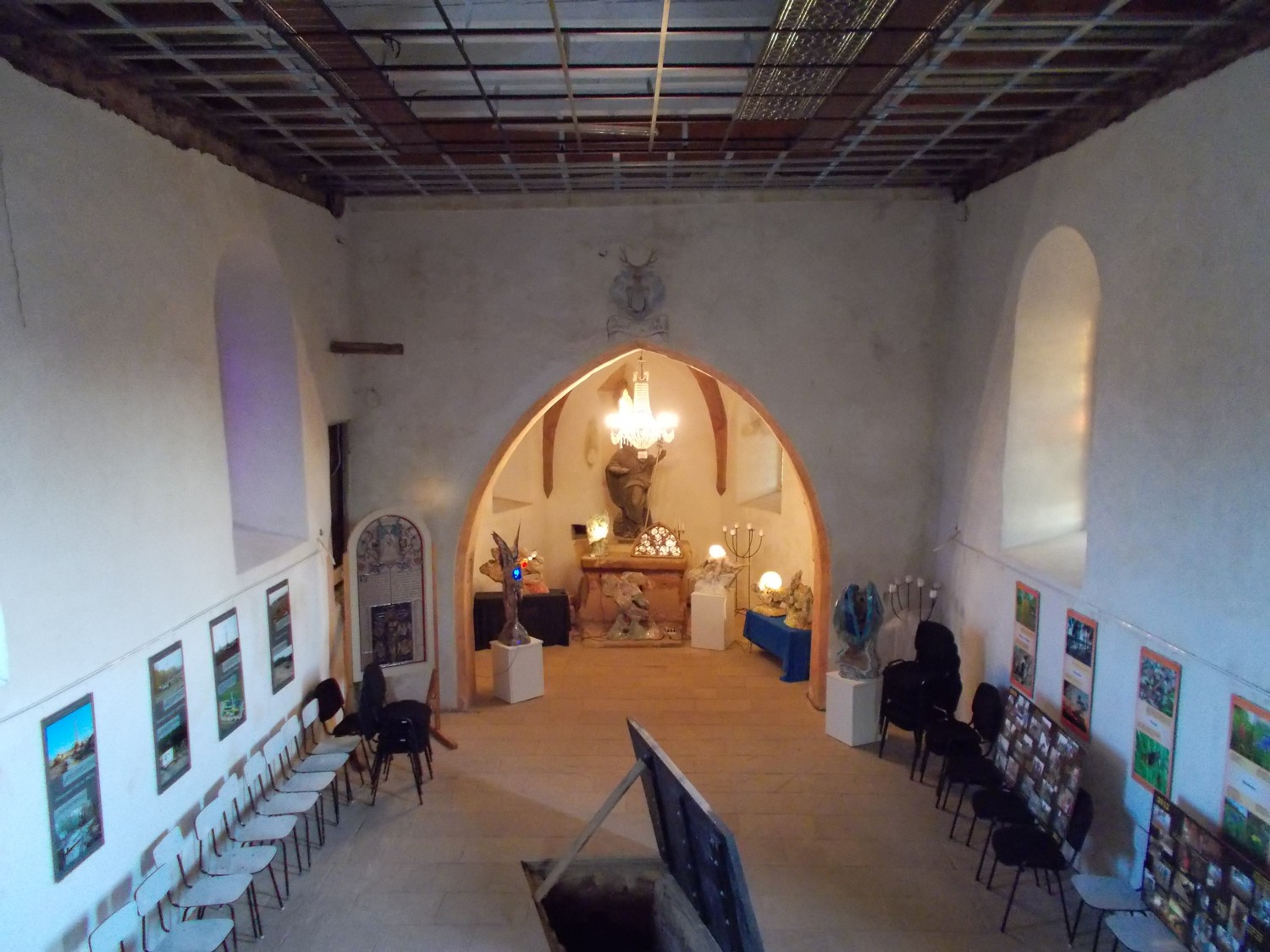
Vítězný oblouk
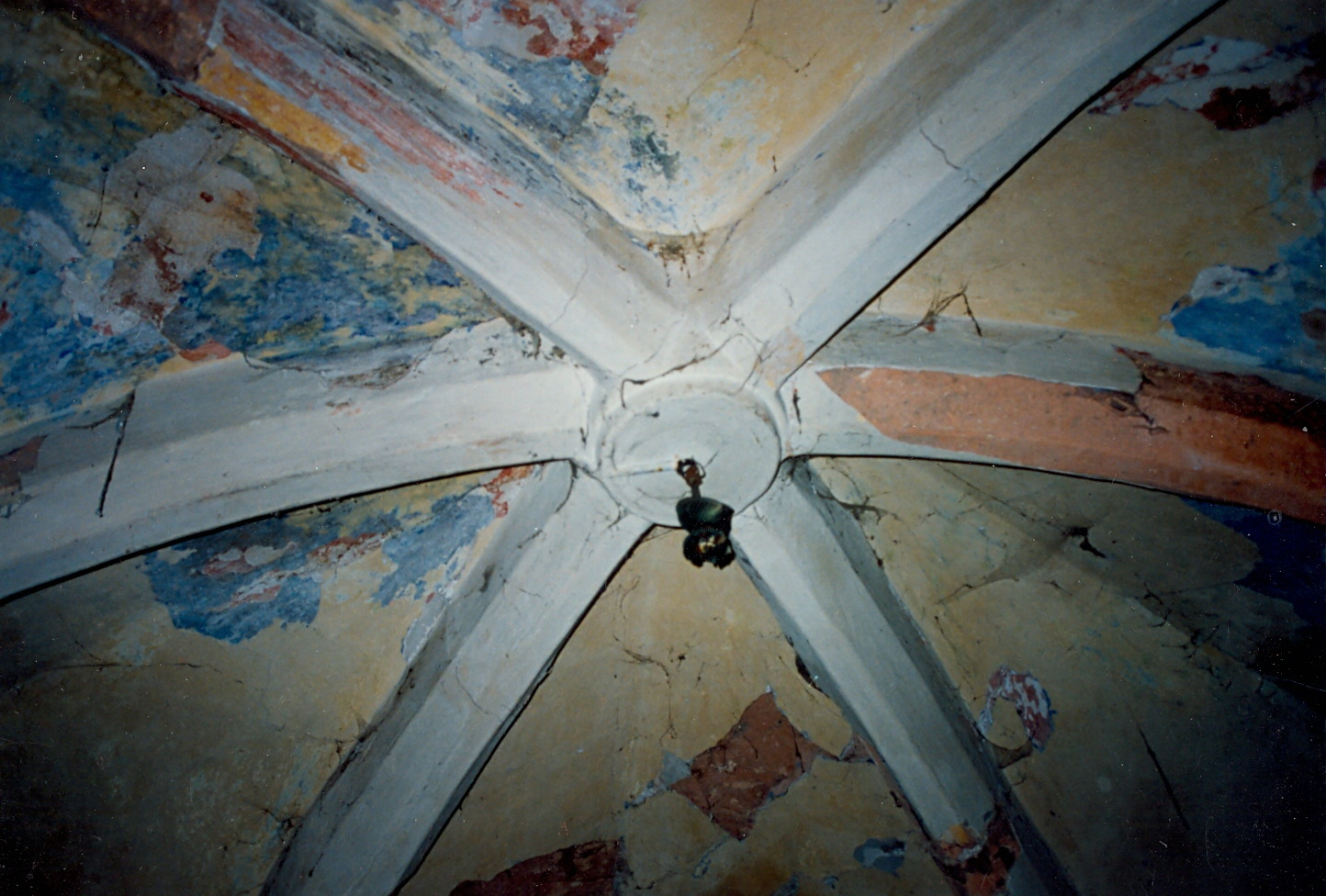
Klenák v presbytáři v roce 1993
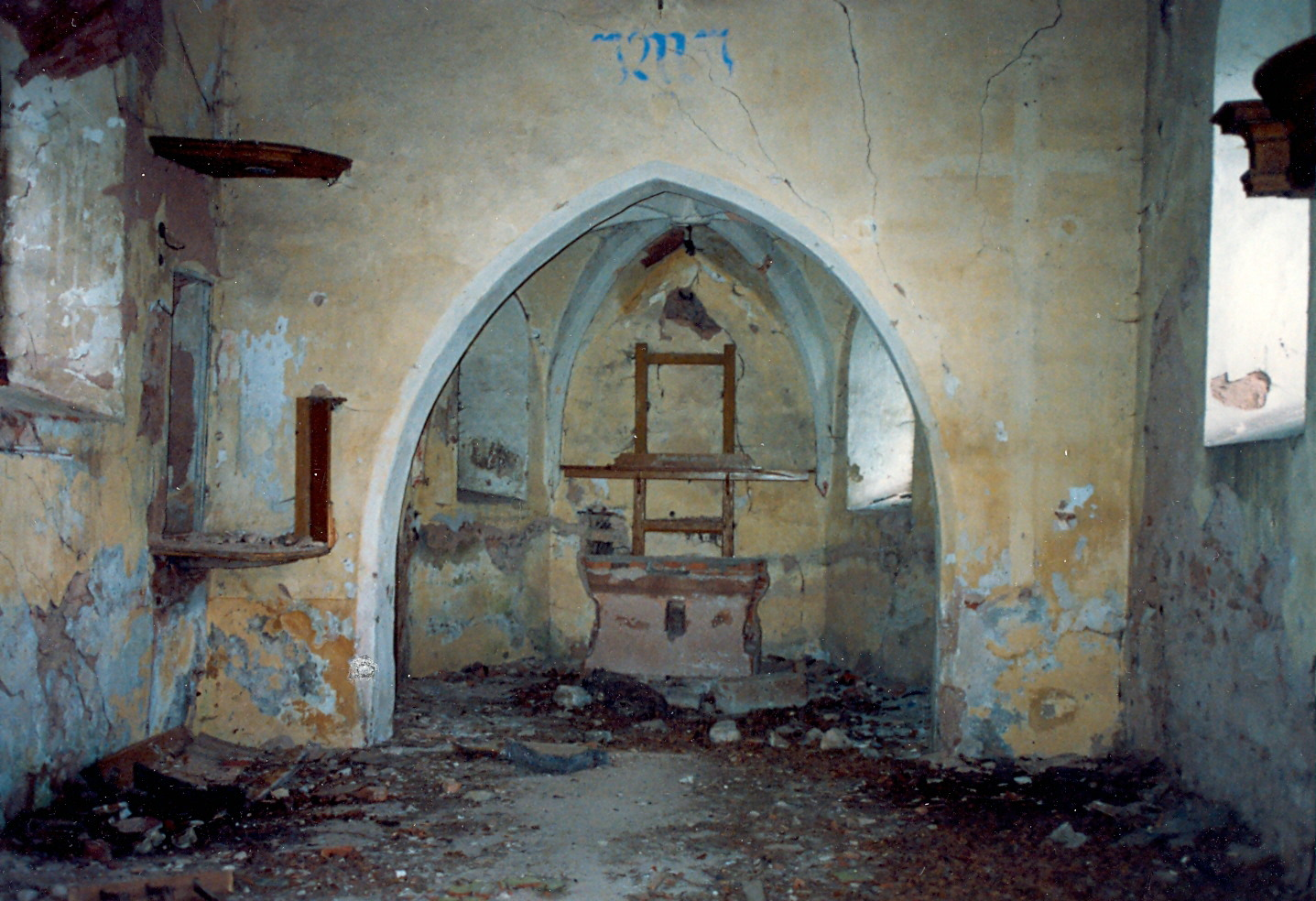
Presbytář v roce 1993